# Strýčkovice
Strýčkovice jsou vesnice, část obce Srbice v okrese Domažlice v Plzeňském kraji. Nachází se asi tři kilometry východně od Srbic. Je zde evidováno 88 adres. V roce 2011 zde trvale žilo 110 obyvatel.
Strýčkovice jsou také název katastrálního území o rozloze 5,98 km². V katastrálním území Strýčkovice leží i Háje.

## Historie
První písemná zmínka o vesnici pochází z roku 1379.

## Obyvatelstvo
| Rok            | 1869 | 1880 | 1890 | 1900 | 1910 | 1921 | 1930 | 1950 | 1961 | 1970 | 1980 | 1991 | 2001 | 2011 | 2021 |
| -------------- | ---- | ---- | ---- | ---- | ---- | ---- | ---- | ---- | ---- | ---- | ---- | ---- | ---- | ---- | ---- |
| Počet obyvatel | 367  | 427  | 478  | 437  | 486  | 452  | 381  | 286  | 261  | 219  | 167  | 141  | 119  | 110  | 121  |
| Počet domů     | 52   | 58   | 62   | 66   | 78   | 77   | 82   | 82   | 80   | 67   | 58   | 72   | 73   | 76   | 76   |

## Obecní správa
Při sčítání lidu v letech 1850–1980 Strýčkovice byly samostatnou obcí, se kterým patřily nejprve do okresu Přeštice, ale od roku 1960 v okrese Domažlice. Od 1. července 1980 jsou částí obce Srbice v okrese Domažlice. V letech 1850–1980 k obci patřily Háje.

## Osobnosti
- Karel Červený (1895–1986), duchovní, farář a předseda okrsku
- Jan Lucák (1912–1997), motocyklový a plochodrážní závodník

## Galerie

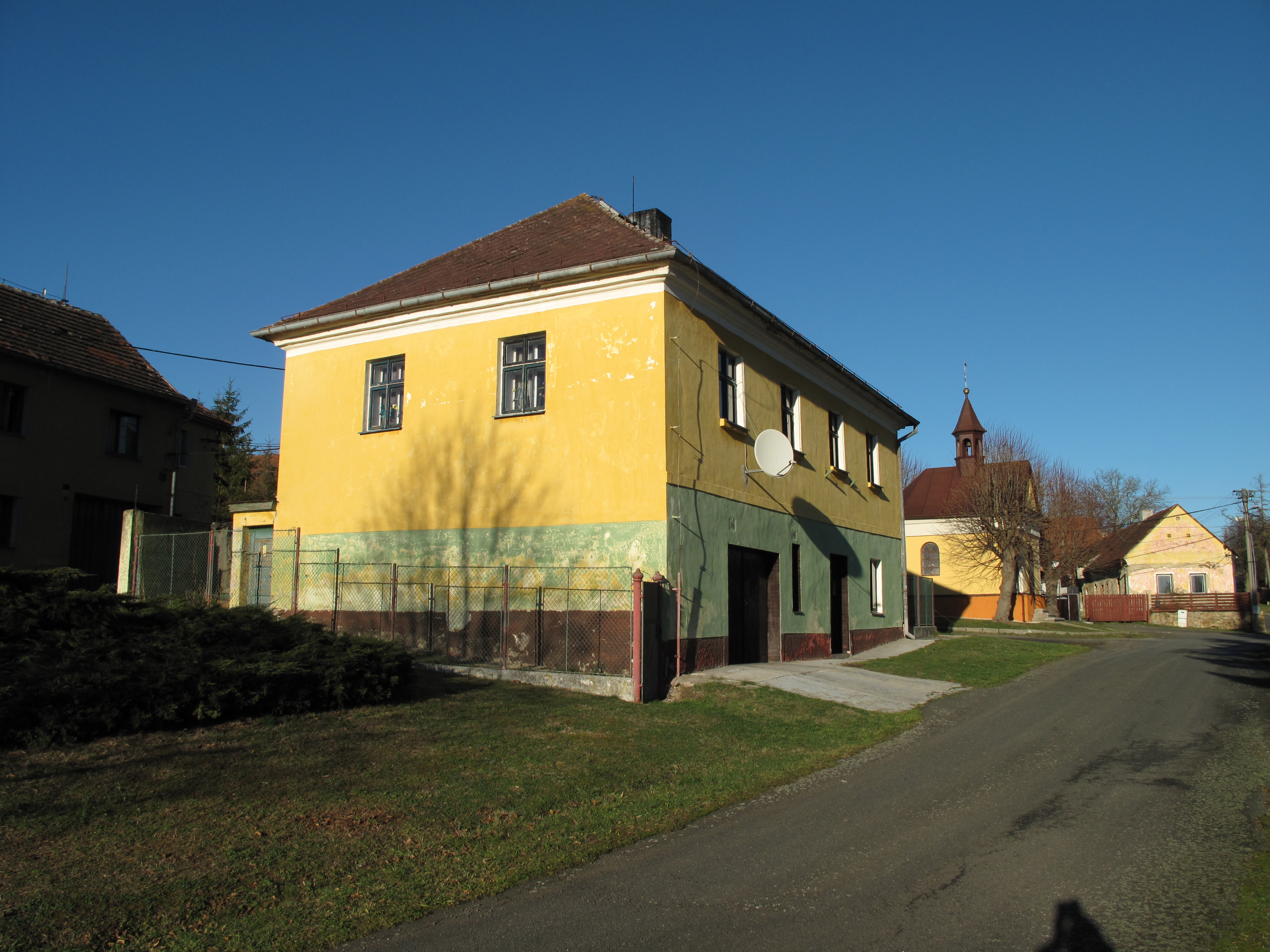
Dům
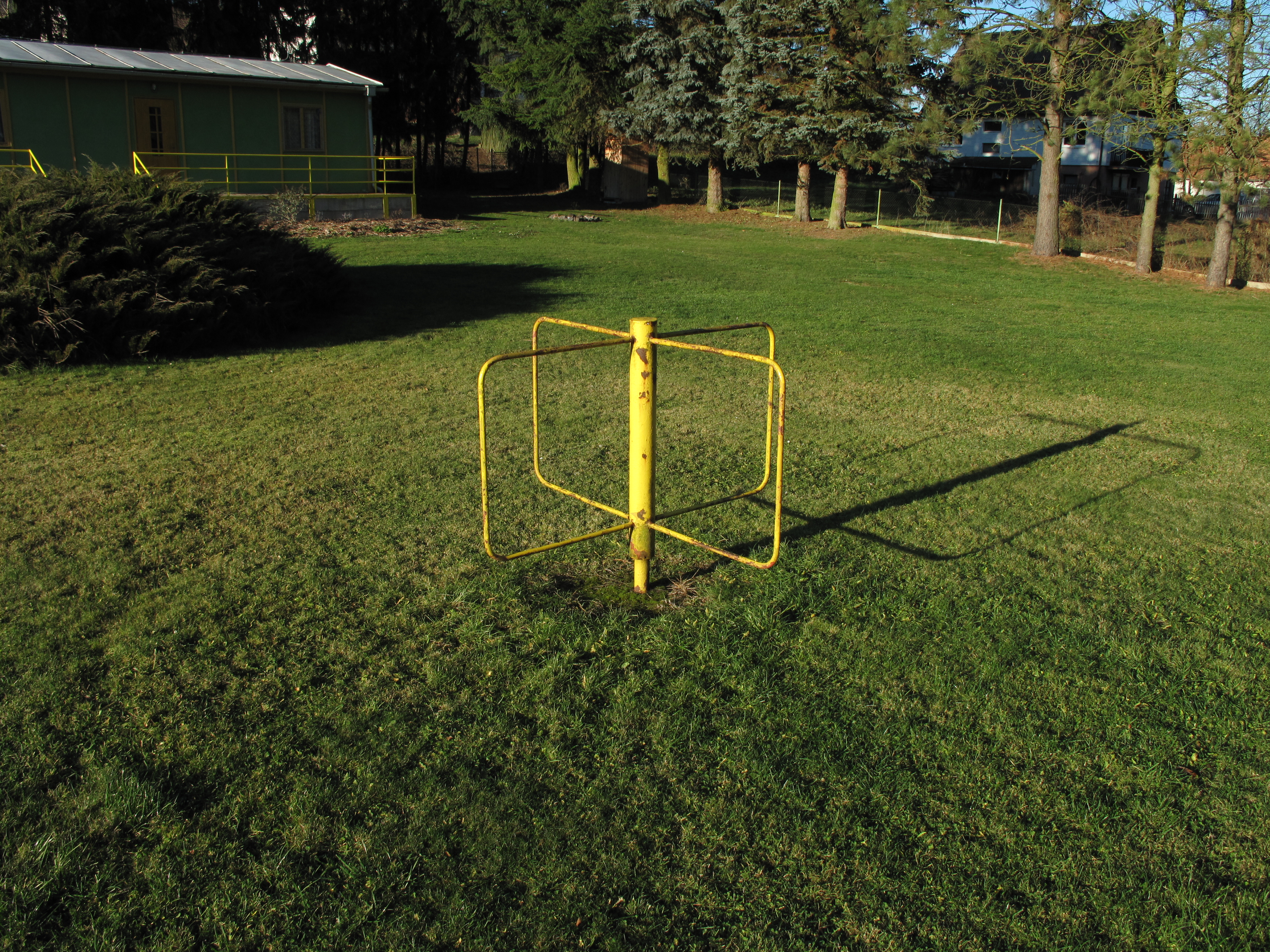
Hřiště
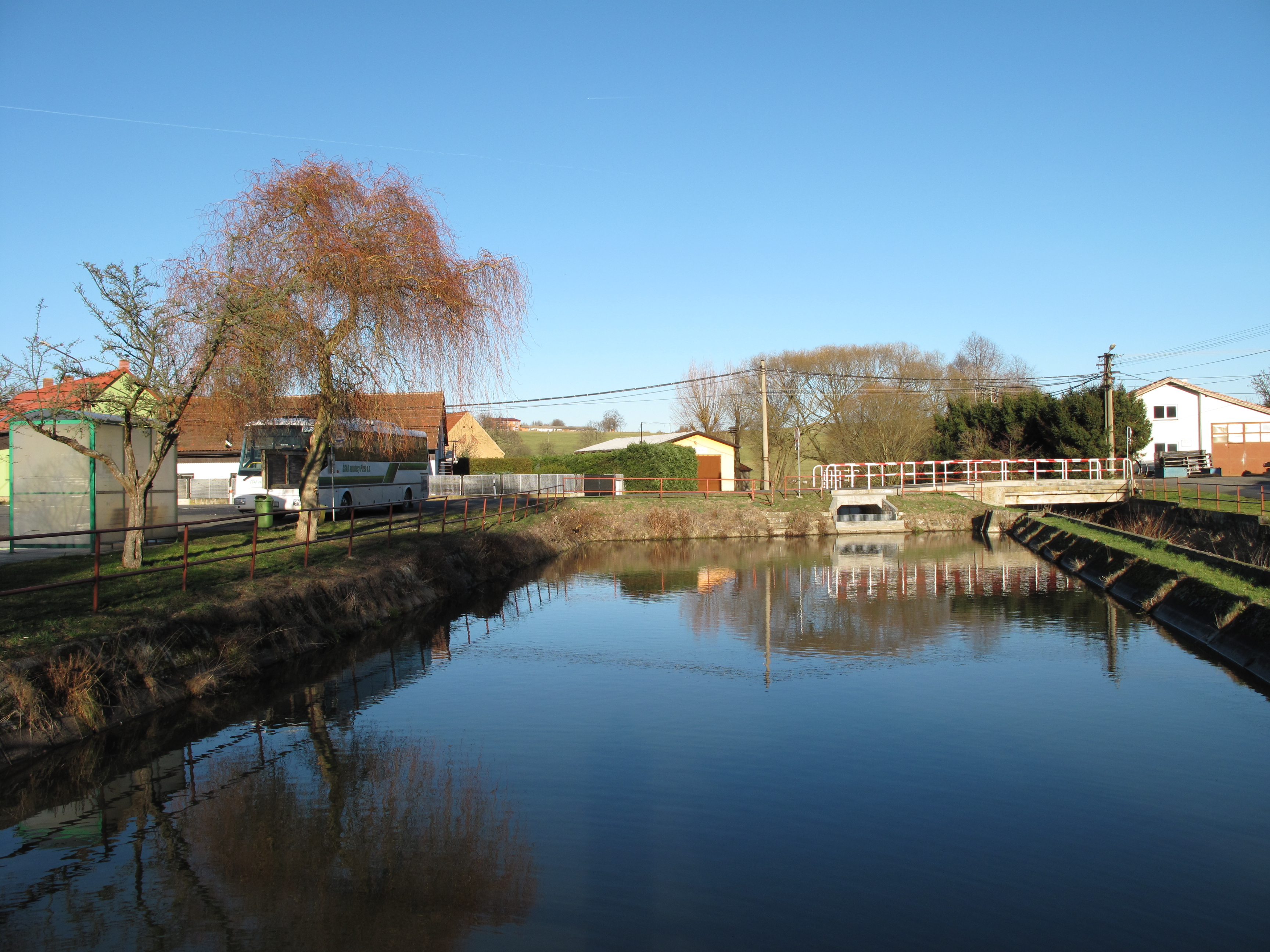
Nádrž
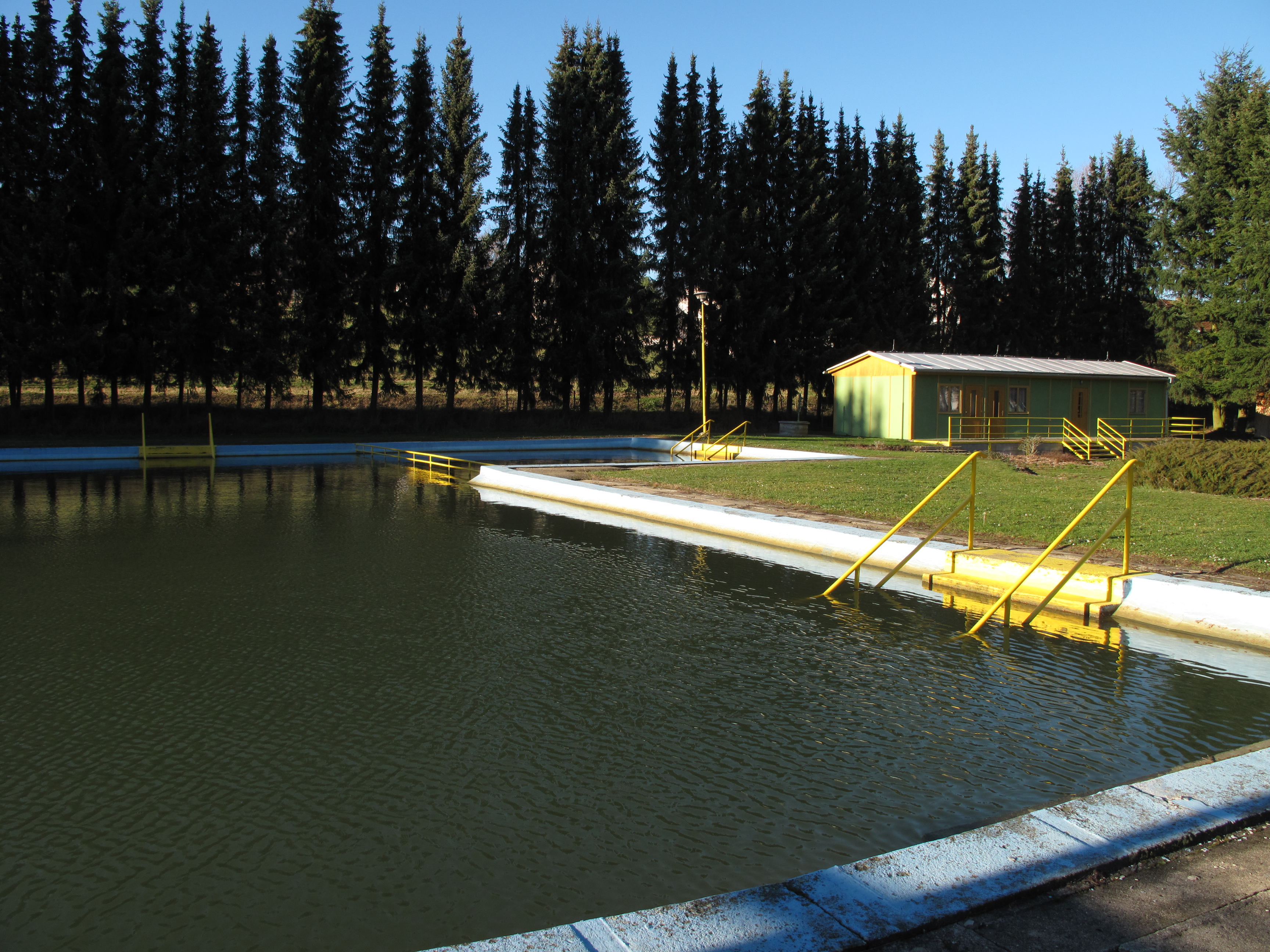
Koupaliště
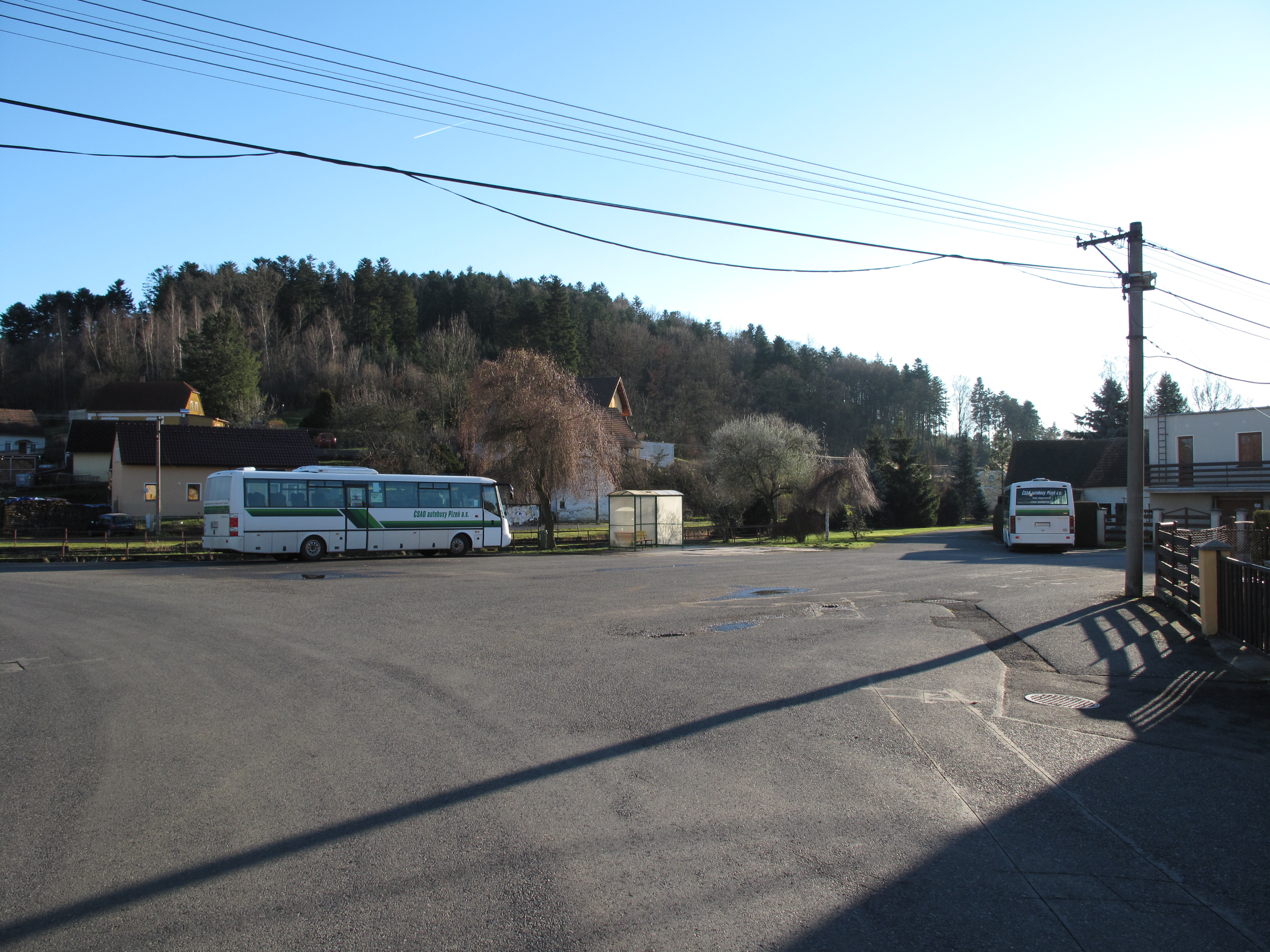
Autobusy
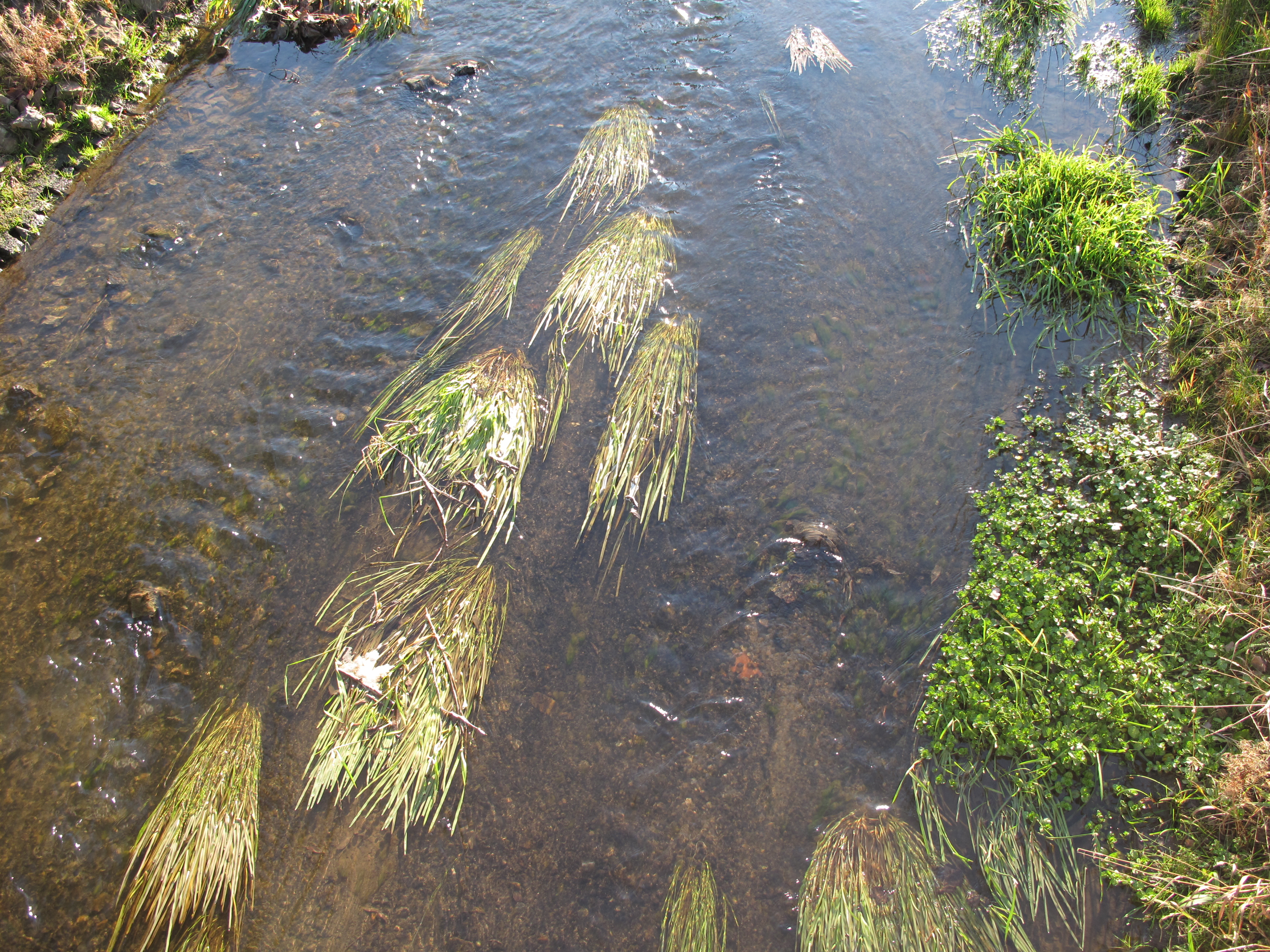
Merklinka
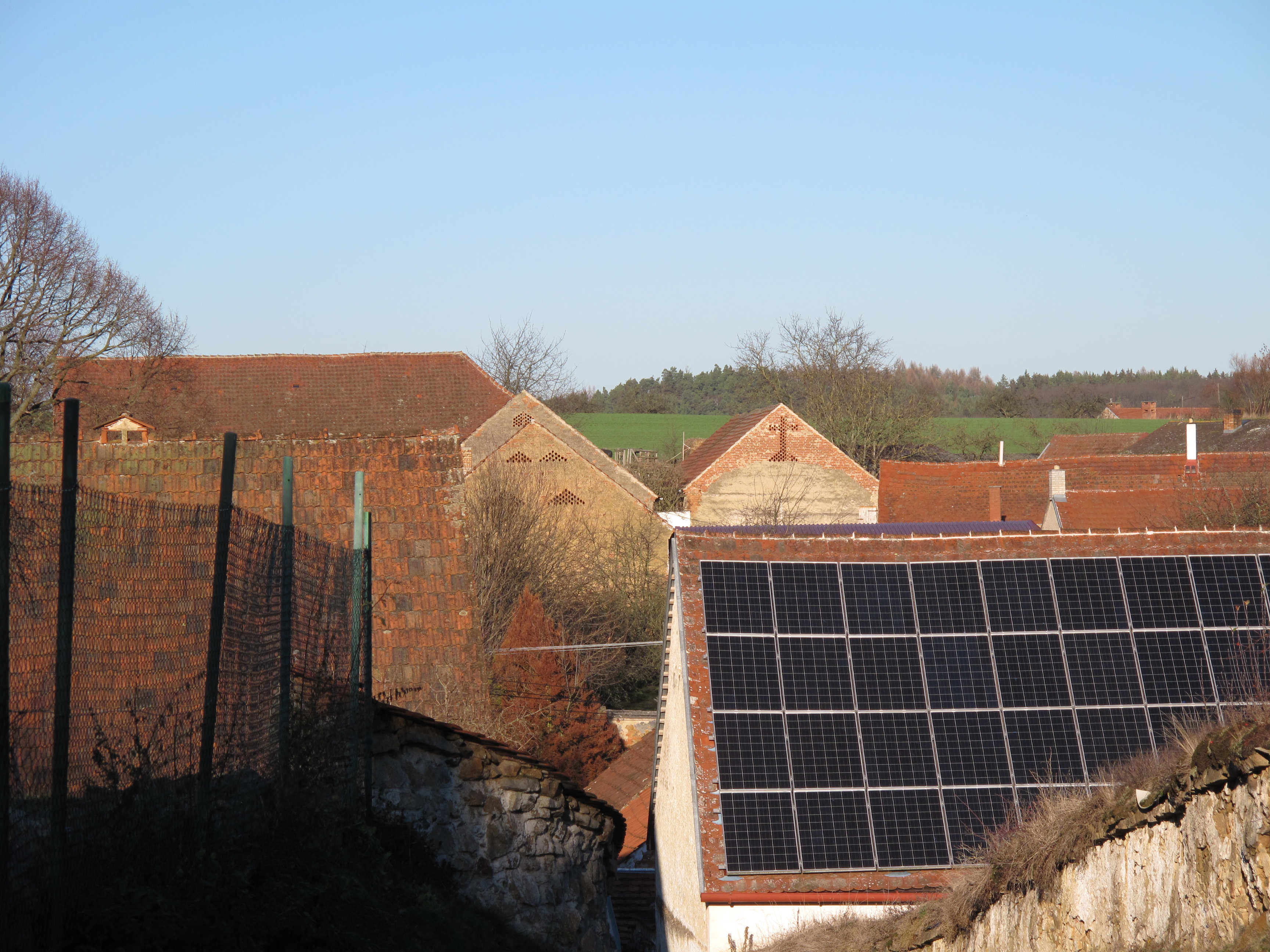
Střechy domů